# Unidad Nacional (Colombia)
La Coalición Unidad Nacional, conocida popularmente como la Unidad Nacional fue una coalición electoral colombiana compuesta principalmente por movimientos sociales y partidos políticos oficialistas colombianos de diversas tendencias y espectros políticos. Se crea con el fin de fortalecer el gobierno nacional de Juan Manuel Santos, unir sectores culturales de Colombia para alcanzar la reelección, y desarrollar proyectos de ley cuyo enfoque fuese fortalecer las políticas del proceso de paz con las FARC-EP.

## Historia

### Origen de la coalición
El Acuerdo de Unidad Nacional tiene sus raíces en la denominada Coalición Uribista formada en 2006 para apoyar electoral y políticamente al presidente candidato Álvaro Uribe Vélez. Dicha coalición estaba conformada por los partidos De la U, Conservador, Cambio Radical, Colombia Democrática, Alas Equipo Colombia y el Movimiento Colombia Viva.
Después de las elecciones, el Gobierno de Uribe permitió la entrada a la coalición del partido Convergencia Ciudadana.
La reforma política de 2009 buscó el fortalecimiento de los partidos políticos en Colombia y la reducción de la cantidad de estos. Con la reforma, varios partidos de la coalición desaparecieron. Alas Equipo Colombia ingresó casi en su totalidad al Partido Conservador Colombiano, mientras que Convergencia Ciudadana, Colombia Democrática y Colombia Viva se reagruparon en dos partidos: la Alianza Democrática Nacional (ADN) y el Partido de Integración Nacional (PIN). Ambos partidos fueron cuestionados por sus presuntos nexos con grupos paramilitares y escándalos de corrupción. Finalmente el Consejo Nacional Electoral determinó que el partido ADN había sido constituido ilegalmente.
El PIN permitió a los candidatos de ADN postularse en este partido, obteniendo finalmente 9 senadores en las Elecciones legislativas de Colombia de 2010.
El Partido Cambio Radical se apartó de la Coalición de Gobierno en 2009, sin entrar tampoco a la oposición.

### Acuerdo de Unidad Nacional
El Candidato oficialista Juan Manuel Santos del Partido de la U pasó en primer lugar a segunda vuelta en las Elecciones presidenciales de Colombia de 2010, seguido por el candidato del Alianza Verde, Antanas Mockus. Santos plantea entonces un acuerdo de Unidad Nacional con otros partidos para ganar la Segunda Vuelta y cogobernar Colombia, con objetivos comunes. El Partido Conservador acepta formar parte de la nueva alianza, que en la práctica ya existía desde 2006.
El PIN también anunció su interés en formar parte de la coalición, sin embargo es rechazado por los demás partidos uribistas, ya que este partido agrupó a personas cercanas al paramilitarismo y otros grupos delincuenciales del país. El propio candidato Santos anunció que no pactaría ninguna alianza con este partido.
Una semana después de la Primera Vuelta, el Partido Cambio Radical anuncia su regreso a la coalición y su entrada oficial al Acuerdo de Unidad Nacional. El candidato presidencial de este partido, Germán Vargas Lleras, adhiere a Santos en un acto público en la ciudad de Barranquilla.
Finalmente, después de una agitada discusión interna, el Partido Liberal Colombiano ingresa también a la Coalición, a excepción de cinco senadores de la colectividad.

### Elecciones Legislativas de 2010
En las Elecciones Legislativas celebradas el 14 de marzo, el Congreso colombiano queda en manos de la coalición, al ser electos 70 senadores oficialistas (28 del Partido de la U, 22 del Partido Conservador, 12 del Partido Liberal de un total de 17 de este partido y 8 del Partido Cambio Radical). De un total de 102 senadores, es decir, el 69 por ciento del nuevo congreso. Además, tres partidos que no se declaran opositores (Movimiento MIRA, Partido Verde y PIN) obtienen 17 curules. La oposición únicamente adquiere 8 asientos en el Congreso.

### Elecciones Presidenciales de 2014
De cara a las elecciones presidenciales de 2014, el Partido Conservador Colombiano salió de la Unidad Nacional con el fin de presentar candidata única a la presidencia de la república, candidatura en cabeza de Martha Lucía Ramírez. En segunda vuelta, gran parte de los conservadores apoyaron la candidatura de Óscar Iván Zuluaga del Centro Democrático. Luego del triunfo de Juan Manuel Santos, el Partido Conservador Colombiano decidió continuar en independencia al gobierno.

### Ingreso de Opción Ciudadana
El 24 de marzo de 2015, Opción Ciudadana (antes llamado PIN), ingresó a la Unidad Nacional.

### Salida de Cambio Radical
El 10 de octubre de 2017 el partido Cambio Radical abandonó la coalición debido a diferencias respecto a la implementación de la Jurisdicción Especial para la Paz.

## Objetivos
El texto del Acuerdo incluye diez puntos fundamentales, los cuales se citan a continuación:
1. Trabajo, trabajo y más trabajo: trabajos decentes y salarios dignos. Que en cada familia colombiana haya al menos una persona con empleo formal.
Unidos disminuiremos los índices de pobreza.
2. Prosperidad democrática: la propuesta incluye prosperidad para todos, es decir, salud de calidad, educación para la vida y el trabajo, vivienda digna y oportunidades de ingresos.
3. Seguridad Democrática: consolidar la política de Seguridad Democrática y fortalecer la seguridad ciudadana, con acatamiento a la Constitución y respeto irrestricto a los derechos humanos.
4. Transparencia y anticorrupción: que a lo largo y ancho de todo el país impere la cultura de la legalidad y se imponga cero tolerancia a la corrupción, en lo público y en lo privado.
5. Buen gobierno: que el Gobierno garantice una administración pública eficiente, eficaz, descentralizada, participativa y responsable.
6. Institucionalidad democrática: profundizar el Estado democrático, con respeto permanente a la independencia y al equilibrio de poderes, promoviendo su trabajo armónico.
7. Justicia: fortalecer el Estado de Derecho.
Cero impunidad, con justicia pronta y oportuna. Garantizar los derechos de las víctimas a verdad, justicia y reparación.
8. Agenda urbana y rural: ciudades a escala humana, con movilidad, viviendas, espacios y servicios públicos para la gente. Un campo próspero y seguro para garantizar la seguridad alimentaria de todos los colombianos.
9. Medio ambiente: conservar y aprovechar nuestro potencial ambiental.
Posicionar a Colombia como una potencia de biodiversidad a nivel mundial.
10. Relaciones internacionales: profundizar la inserción del país en el mundo y estrechar las relaciones con nuestros vecinos, basados en el respeto y la cooperación.

## Composición
Partidos y movimientos políticos que componen a la Coalición Unidad Nacional:

### Miembros
| Partido - Movimiento | Partido - Movimiento | Partido - Movimiento                              | Siglas | Presidente            | Líder                  | Espectro político         | Ideología Política      |
| -------------------- | -------------------- | ------------------------------------------------- | ------ | --------------------- | ---------------------- | ------------------------- | ----------------------- |
|                      |                      | Partido Social de Unidad Nacional Partido de la U | PSUN   | Sergio Díaz Granados  | Juan Manuel Santos     | Centro a centroderecha    | Pacifismo               |
|                      |                      | Partido Cambio Radical Cambio Radical             | PCR    | Carlos Fernando Galán | Germán Vargas Lleras   | Centroderecha a derecha   | Conservadurismo liberal |
|                      |                      | Partido Liberal Colombiano Partido Liberal        | PLC    | Simón Gaviria Muñoz   | César Gaviria Trujillo | Centro a centroizquierda  | Socialdemocracia        |
|                      |                      | Partido Opción Ciudadana Opción Ciudadana         | POC    | José Manuel Abuchaibe | Luis Roberto Gil       | Derecha a extrema derecha | Liberalismo conservador |

### Apoyo a la coalición
| Partido - Movimiento | Partido - Movimiento | Partido - Movimiento                                        | Siglas | Presidente          | Líder                  | Espectro político                                | Ideología Política                               |
| -------------------- | -------------------- | ----------------------------------------------------------- | ------ | ------------------- | ---------------------- | ------------------------------------------------ | ------------------------------------------------ |
|                      |                      | Confederación General del Trabajo Confederación del Trabajo | CGT    | Julio Roberto Gómez | Luis Miguel Morantes   | Las categorías NO aplican (no es un partido/mov) | Las categorías NO aplican (no es un partido/mov) |
|                      |                      | Movimiento Nacional Afrocolombiano Movimiento Cimarron      | MNA    | Oscar Gamboa Uriel  | Aiden Salgado Cassiani | Las categorías NO aplican (no es un partido/mov) | Las categorías NO aplican (no es un partido/mov) |

## Resultados

### Elecciones legislativas
|  | 41.50 % |

|  | 55.39 % |

### Elecciones presidenciales
|  | 25.72 % |

|  | 50.99 % |